# Witrugeend
De witrugeend (Thalassornis leuconotus) is een vogel uit de familie Anatidae. De wetenschappelijke naam van de soort is voor het eerst geldig gepubliceerd in 1838 door de Britse ornitholoog Thomas Campbell Eyton.

## Voorkomen
De soort komt wijdverbreid voor in Afrika en telt twee ondersoorten:
- T. l. leuconotus: van oostelijk Kameroen tot zuidelijk Ethiopië en Zuid-Afrika.
- T. l. insularis: Madagaskar.

## Status
De grootte van de populatie wordt geschat op 8-19 duizend volwassen vogels. Op de Rode lijst van de IUCN heeft deze soort de status niet bedreigd.
Boomeenden (Dendrocygninae) · Witrugeend (Thalassorninae) · Zwanen en ganzen (Anserinae) · Stippeleend (Stictonettinae) · Spoorwiekgans (Plectropterinae) · Halfganzen (Tadorninae) · Grondeleenden en duikeenden (Anatinae) · Eiders, zee-eenden, zaagbekken, etc (Merginae) · Stekelstaarteenden (Oxyurinae)